# Палашос (Тексас)
Палашос (енгл. Palacios) град је у америчкој савезној држави Тексас. По попису становништва из 2010. у њему је живело 4.718 становника.

## Демографија
Према попису становништва из 2010. у граду је живело 4.718 становника, што је 435 (8,4%) становника мање него 2000. године.
| Група             | 2000.         | 2010.         |
| Белци             | 1.613 (31,3%) | 1.200 (25,4%) |
| Афроамериканци    | 244 (4,7%)    | 209 (4,4%)    |
| Азијати           | 625 (12,1%)   | 426 (9,0%)    |
| Хиспаноамериканци | 2.638 (51,2%) | 2.848 (60,4%) |
| Укупно            | 5.153         | 4.718         |